# Louis Jourdan (homme politique)
Pour les articles homonymes, voir Louis Jourdan (homonymie) et Jourdan.
Guillaume Charles Marie Louis Jourdan, né le 7 juillet 1842 à Uzès (Gard) et mort le 2 avril 1932 à Paris, est un homme politique et poète français.

## Biographie
Le père de Louis Jourand est juge à Uzès et président du tribunal de Florac.
Après ses études de droit, Louis est avocat stagiaire à Paris. Il s'installe en 1867 à 24 ans avocat à Lyon. En octobre 1870, il devient secrétaire général de la Lozère, puis il est sous-préfet de l'arrondissement de Largentière de 1873 à 1877. Nommé sous-préfet de l'arrondissement de Cholet en mars 1877, ce « fonctionnaire d'autorité » est révoqué après la crise du 16 mai 1877. 
Peu après, en décembre 1877, il est nommé secrétaire général de la Loire. Il est ensuite du 3 septembre 1879 à 30 mars 30 mars 1881 préfet de la Lozère. Il en dira plus tard « Nul n’est bon préfet dans son pays ». 

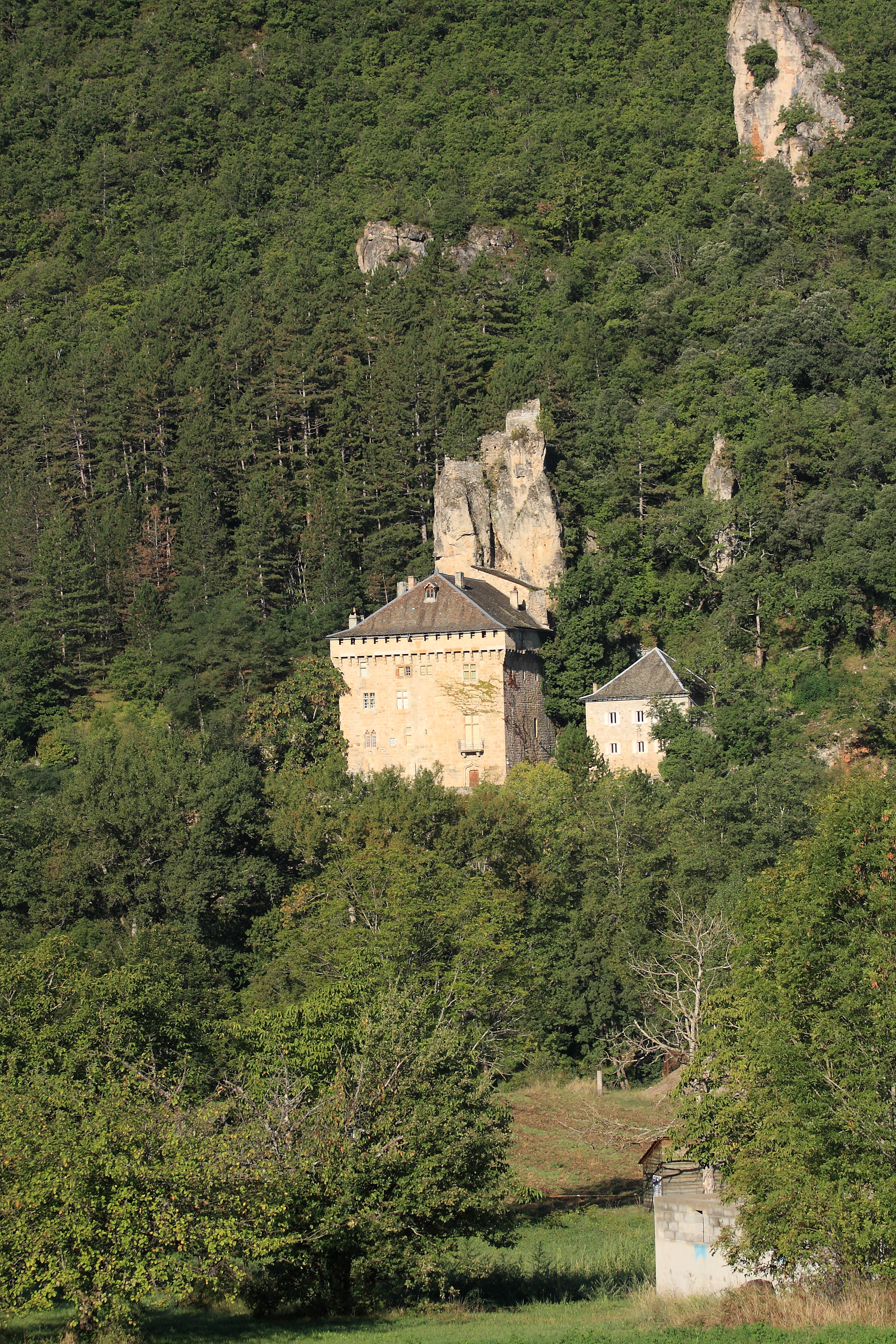
Le château de Rocheblave à Ispagnac.

Il s'inscrit alors avocat à Mende et collabore à quelques journaux républicains.
Il est premier maire de Mende élu de 1884 à 1888. Il fait de Mende le premier chef-lieu de département éclairé à l’électricité. De 1888 à 1892, il est conseiller municipal de Mende.
Dans ce département divisé entre catholiques et protestants, les protestants lui restent fidèles aux élections et partir de 1886 il accumule les mandats d'élu : de 1886 à 1892 il est conseiller général du canton de Meyrueis et de 1886 à 1905 ; il est élu cinq fois de suite député de Florac (radical de gauche). Entre-temps, de 1892 à 1896, il est aussi maire d’Ispagnac, où il possède le château de Rocheblave. 
Il est dans ses temps libres poète du terroir. 

## Œuvre
- « Rimes dernières ou Légendes des Gorges du Tarn », 1893, réédition 1923.
- « Aux Gorges du Tarn », 1894
- « Rimes galantes et rimes rustiques », 1897
- « Le Château de La Caze et ses seigneurs. » in: "La France pittoresque", 1898
- « Une famille Gevaudanaise (famille de Grégoire de Lambrandès de Saint-Sauveur) », in : Bulletin de la Société d'Agriculture, industrie, sciences et arts du Département de la Lozère, 1900.
- « Barre des Cévennes et sa seigneurie », 1901
- « Ispagnac au temps jadis », 1901
- « Au Roc de Montesquieu, légende gévaudanaise », 1905

## Sources
- « Louis Jourdan (homme politique) », dans Adolphe Robert et Gaston Cougny, Dictionnaire des parlementaires français, Edgar Bourloton, 1889-1891 [détail de l’édition]
- « Louis Jourdan (homme politique) », dans le Dictionnaire des parlementaires français (1889-1940), sous la direction de Jean Jolly, PUF, 1960 [détail de l’édition]
- « Jourdan (Louis) », dans Dictionnaire biographique du Gard, Paris, Flammarion, coll. « Dictionnaires biographiques départementaux » (no 45), 1904 (BNF 35031733), p. 351-352.